# Alexis Lemaire
Alexis Claude Lemaire (ur. 1980) – francuski rachmistrz oraz student sztucznej inteligencji na Uniwersytecie w Reims.

## Życiorys
Jest mistrzem świata w obliczaniu w pamięci pierwiastka 13. stopnia z losowo wygenerowanych 100- i 200-cyfrowych liczb.
10 maja 2002 roku obliczył pierwiastek 13. stopnia z losowo wygenerowanej 100-cyfrowej liczby w 13.33 sekundy, pobijając ówczesny rekord ustanowiony przez Willema Kleina (88.8 sekundy). 17 grudnia 2004 roku Lemaire przebił swój rekord o 3.625 sekundy. Odnalazł pierwiastek ze 100 cyfrowej liczby 3,893,458,979,352,680,277,349,663,255,651,930,553,265,700,608,215,449,817,188, 566,054,427,172,046,103,952,232,604,799,107,453,543,533 wynoszący 45,792,573.
6 kwietnia 2005 roku udało mu się obliczyć pierwiastek stopnia 13 z liczby 200-cyfrowej w 8 minut i 33 sekundy. 15 listopada 2007 obniżył czas do 72.4 sekundy. Ostatecznie 10 grudnia 2007 roku udało mu się obliczyć pierwiastek w czasie 70,4 sekundy. Wynik wyniósł 2,407,899,893,032,210.